# Iridopsis chalcea
Iridopsis chalcea är en fjärilsart som beskrevs av Charles Oberthür 1883. Iridopsis chalcea ingår i släktet Iridopsis och familjen mätare. Inga underarter finns listade i Catalogue of Life.